# Saint-Victeur
Saint-Victeur é uma comuna francesa na região administrativa do País do Loire, no departamento de Sarthe. Estende-se por uma área de 7.06 km². Em 2010 a comuna tinha 458 habitantes (densidade: 64,9 hab./km²).